# Adrian Schiess
Adrian Schiess (* 3. August 1959 in Zürich) ist ein Schweizer Maler und Installationskünstler.

## Leben und Werk
Adrian Schiess absolvierte von 1976 bis 1980 eine Lehre als Grafiker und wurde schon als junger Künstler mit zahlreichen Preisen und Stipendien geehrt. Er arbeitet auf der Schnittfläche von Minimal Art und Monochromer Malerei.
Die Malereien von Schiess gehen über die Gestaltung der Bildfläche hinaus und verwandeln sich durch die Spiegelung des Umraums auf der Bildfläche in eine farbige Installation. Die Architektur des Ausstellungsraums gehört zum Werk und erzeugt völlig unterschiedliche Wirkungen auf den Bildflächen.
Schiess präsentiert flache, glatt lackierte, monochrome Farbflächen auf Industriespanplatten, die losgelöst von der Wand auf dem Boden oder an die Wand gelehnt präsentiert werden.
Frühe Arbeiten entstanden durch einen handwerklich sorgfältigen Malprozess und erzeugen so den Eindruck einer industriellen Produktion.
Seit Anfang der 1990er verwendet Adrian Schiess Aluminiumplatten, Sandwichplatten mit Wabenkern
und kaum noch Spanplatten. Die Farbe wird von Fachleuten aufgespritzt. Auch Fotografische Arbeiten als Bromöldruck oder mit dem Tintenstrahldrucker sind entstanden. 1992 war Adrian Schiess Teilnehmer der documenta IX in Kassel.
Adrian Schiess wählt die Farben und bestimmt die Größe der Bildträger. Für das 1996 neu eröffnete Sportzentrum Davos von Gigon/Guyer entwarf Adrian Schiess das Farbkonzept. Er lebt und arbeitet in Zürich und Le Locle.

## Auszeichnungen
- 1981, 1985 und 1988: Eidgenössischer Preis für freie Kunst
- 1983: Stipendium der Stadt Zürich
- 1988: Studien- und Werkbeitrag des Kantons Zürich
- 1996: Preis der Stiftung für die Graphische Kunst in der Schweiz